# Mirebeau-sur-Bèze
Mirebeau-sur-Bèze è un comune francese di 1.974 abitanti situato nel dipartimento della Côte-d'Or nella regione della Borgogna-Franca Contea.

## Storia
120 anni dopo la conquista della Gallia operata da Gaio Giulio Cesare, Mirebeau ospitò in un grande accampamento militare di 25 ettari, dai tempi dell'imperatore romano Vespasiano un'intera legione romana formata da circa 6.000 armati. Qui rimase fino a Domiziano (90 circa).

## Società

### Evoluzione demografica
Abitanti censiti